# فوکر یونیورسال
فوکر یونیورسال (به انگلیسی: Fokker Universal) یک هواپیمای ساختِ فوکر است که در سال ۱۹۲۶-۱۹۳۱ ساخته شد. 